# رافاييل بيرالتا
رافاييل بيرالتا (بالإسبانية: Rafael Peralta Romero؛ بالإنجليزية: Rafael Peralta) هو عسكري مكسيكي وأمريكي، ولد في 7 أبريل 1979 في مدينة مكسيكو في المكسيك، وتوفي في 15 نوفمبر 2004 في الفلوجة في العراق.